# Ndogmoa
Ndogmoa est un village de la commune de la commune d'arrondissement de Nkongsamba II dans le département du Moungo. Situé dans la région du Littoral, ce village possède une usine à café.

## Population et environnement
En 1966, le village de Ndogmoa comptait 193 habitants essentiellement des Baneke et des Bamiléké. La population de Ndogmoa était de 254 habitants dont 127 hommes et 127 femmes, lors du recensement de 2005.